# Neocuphocera nepos
Neocuphocera nepos là một loài ruồi trong họ Tachinidae.